# Boquerón 4.ª Sección (Laguna Nueva)
Boquerón 4.ª Sección (Laguna Nueva) es una localidad del municipio de Centro ubicado en la subregión centro del estado mexicano de Tabasco.

## Geografía
La localidad de Boquerón 4.ª Sección (Laguna Nueva) se sitúa en las coordenadas geográficas 17°54′50″N 92°59′40″O / 17.913889, -92.994444, a una elevación de 7 metros sobre el nivel del mar.

## Demografía
Según el Conteo de Población y Vivienda 2020, efectuado por el Instituto Nacional de Estadística y Geografía, la localidad de Boquerón 4.ª Sección (Laguna Nueva) tiene 3,092 habitantes, de los cuales 1,532 son del sexo masculino y 1,560 del sexo femenino. Su tasa de fecundidad es de 2.16 hijos por mujer y tiene 850 viviendas particulares habitadas.
| Gráfica de evolución demográfica de Boquerón 4.ª Sección (Laguna Nueva) entre 1970 y 2020 |
|                                                                                           |
| INEGI.                                                                                    |